# Wladár Zoltán
Wladár Zoltán (Budapest, 1960. január 5. –) magyar úszó, az 1976-os montreali és az 1980-as moszkvai olimpia résztvevője, állatorvos, Wladár Sándor bátyja.

## Sportkarrierje befejeztével
1984-ben az Állatorvosi Egyetem munkatársa lett, ahová kitűnő tanulmányi eredményeiért vették fel. Az 1990-es rendszerváltás után nyitották meg Sándor öccsével állatorvosi magánrendelőjüket Budapest II. kerülete területén, amely az első ilyenek között volt az országban.